# Mustafa Abdellaoue
Mustafa "Mos" Abdellaoue (født 1. august 1988 i Oslo) er en professionel fodboldspiller fra Norge, der spiller for den norske Tippeliga-klub Strømsgodset. Han har tidligere spillet for F.C. København, og har været udlejet til den danske klub Odense Boldklub.
Han er lillebror til Mohammed Abdellaoue.

## Klubkarriere

### Skeid
Abdellaoue fik i 2007 sin debut for førsteholdet i Skeid Fotball. Her nåede han at spille seks kampe da klubben kæmpede for at undgå nedrykning fra Adeccoligaen, Norges næstøverste række. Skeid rykkede ned i 2. division og "Mos" blev derefter udlejet til Lillestrøm SK. Her spillede han kampe for klubbens reservehold i 2. division og scorede ét mål., inden han kom retur til Skeid. I 2008 scorede Abdellaoue 17 mål i 20 kampe for Skeid, og var med til at sikre klubben førstepladsen i 2. division – Gruppe 2 og en direkte tilbagevenden til landets andenbedste række. Efter sæsonen 2008 udløb spillerens kontrakt med klubben.

### Vålerenga
Mustafa "Mos" Abdellaoue skiftede 1. januar 2009 til den norske tippeliga-klub Vålerenga Fotball på en fri transfer. Her kom han igen til at spille sammen med storebroren Mohammed Abdellaoue, der var skiftet fra Skeid til Vålerenga året før.
Den 13. april 2009 scorede Mos den første mål for klubben, da han i udekampen mod Lillestrøm scorede kampens sidste mål i 2-0 sejren.
I sæsonen 2010 havde Abdellaoue svært ved at tilspille sig en fast plads på Vålerengas førstehold, og han spillede det meste af sæsonen for klubbens andenhold i 2. division – Gruppe 1 hvor han scorede 27 mål. Det blev til 5 mål for førsteholdet i samme sæson. Året før scorede han 13 mål for andenholdet.

### Tromsø
Den 11. marts 2011 offentliggjorde Vålerenga at de havde lejet Mustafa Abdellaoue ud til ligarivalerne fra Tromsø Idrettslag for resten af året, med virkning fra 20. marts. Abdellaoue spillede 27 kampe for Tromsø i Tippeligaen, og blev ligaen og klubbens topscorer med 17 mål.

### FC København
Mos skiftede 27. januar 2012 til den danske klub F.C. København på en 4½-årig kontrakt, efter at Vålerenga og danskerne var blevet enige om en salgspris for spilleren. Mos scorede sit første mål for FCK (udlignede til 1-1 i 79. minut) i en testkamp imod FC Anzhi.
Abdellaoue opnåede dog begrænset spilletid for FCK, der derfor i marts 2013 udlejede ham til norske Vålerenga Fotball på en lejeaftale til sommeren 2013. Adbellaoue blev noteret for i alt 19 kampe og 5 mål for FCK. Målene blev scoret i pokalkampe, og Adbellaoue scorede således aldrig for FCK i en Superligakamp.

### Odense Boldklub
Den 31. August 2013 offentliggjorde Odense Boldklub, at de havde hentet "Mos" på en 1-årig lejeaftale. I Odense blev Mos forenet med hans landsmand Espen Ruud, hvorved antallet af Nordmænd i klubben blev fordoblet. Allerede i 2011 var OB ude efter Mos, hvorfor han længe har været en spiller, man gerne ville tilknytte. 
Mos fik tildelt den stribede trøje nummer 30 og var udset til at skulle give konkurrence i angrebet, samtidig med, at han selv skal forsøge at kickstarte karrieren.
Han spillede i alt 29 kampe og scorede 13 mål for, inden lejeaftalen udløb i sommerpausen.

### Aalesunds FK
Den 17. juni 2014 offentliggjorde FCK, at klubben havde solgt Abdellaoue til Aalesunds FK med øjeblikkelig virkning.

### Strømsgodset Toppfotball
Han skrev den 24. januar 2018 under på en fireårig kontrakt med Strømsgodset.